# Слободище (Житомирская область)
Слободи́ще (укр. Слободище) — село на Украине, основано в 1550 году, находится в Бердичевском районе Житомирской области.
Код КОАТУУ — 1820886301. Население по переписи 2001 года составляет 932 человека. Почтовый индекс — 13330. Телефонный код — 4143. Занимает площадь 0,595 км².

## Адрес местного совета
13330, Житомирская область, Бердичевский р-н, с.Слободище

## Известные жители и уроженцы
- Матвей Степанович Андрейчук (1866—?) — член III Государственной думы от Волынской губернии.
- Максим Григорьевич Грабчук (1911—1948) — Герой Советского Союза.
- Карпенко, Иван Михайлович (1915—1944) — Герой Советского Союза.